# ستيفن باسي
ستيفن باسي (بالإنجليزية: Steven Pacey؛ مواليد 5 يونيو 1957) هو مُمثل إنجليزي.

## وصلات خارجية
- ستيفن باسي على موقع IMDb (الإنجليزية)
- ستيفن باسي على موقع ألو سيني (الفرنسية)
- ستيفن باسي على موقع ميوزك برينز (الإنجليزية)
- ستيفن باسي على موقع أول موفي (الإنجليزية)
- ستيفن باسي على موقع ديسكوغز (الإنجليزية)
- ستيفن باسي على موقع قاعدة بيانات الفيلم (الإنجليزية)
- ستيفن باسي على موقع كينوبويسك (الروسية)